# دون كينت
دون كينت (بالإنجليزية: Don Kent)‏ هو منتج أسطوانات وملحن أمريكي، ولد في 20 أبريل 1944 في بروكلين في الولايات المتحدة، وتوفي في 9 أغسطس 2015.